# Liste der Kulturdenkmale in Fels (Luxemburg)
In der Liste der Kulturdenkmale in Fels sind alle Kulturdenkmale der luxemburgischen Gemeinde Fels aufgeführt (Stand: 26. September 2022).

## Kulturdenkmale nach Ortsteil

### Ernzen
| Bild           | Bezeichnung | Lage                        | Beschreibung | Stufe | Eingetragen seit   |
| -------------- | ----------- | --------------------------- | --- | ----- | ------------------ |
| Wegkreuz       | Wegkreuz    | rue d’Ernzen (Karte)        | | PCN   | 11. Juni 2021      |
| Wegkreuz       | Wegkreuz    | rue de Larochette (Karte)   | | PCN   | 1. September 2021  |
| Wegkreuz       | Wegkreuz    | 1, montée d’Ernzen (Karte)  | | PCN   | 1. September 2021  |
| Weitere Bilder | Kirche      | rue de Larochette (Karte)   | Die dreiseitig geschlossene Kapelle mit vier Fensterachsen ist ein barocker, einschiffiger Putzbau, der laut Inschrift im Eingangsportal auf 1710 datiert. Das barocke Rundbogenportal mit Schlussstein und flankierenden Engelsköpfen aus Sandstein an der Nordfassade ist in einen rechtwinkligen Rahmen eingepasst, über dem ein gesprengter Giebel sitzt. Oberhalb befindet sich in einer Nische eine Statue der heiligen Barbara. Das Portal schließt mit einem Rundbogen ab, über dem ein einfaches Kreuz sitzt. Der Innenraum mit Flachdecke umschließt einen barocken Marienaltar. Im Jahr 1951 erhielt die kleine Kirche elektrisches Licht, 1985 wurde der Boden der Kirche durch schmale Sandsteinplatten ersetzt und das Dach der Kirche erneuert. | IS    | 12. Januar 1987    |
| Quereinhaus    | Quereinhaus | 27, Montée d’Ernzen (Karte) | | IS    | 22. September 2017 |

### Fels
| Bild                                                         | Bezeichnung                                                  | Lage                                         | Beschreibung | Stufe | Eingetragen seit                                    |
| ------------------------------------------------------------ | ------------------------------------------------------------ | -------------------------------------------- | --- | ----- | --------------------------------------------------- |
| Wohnhaus mit Mühle                                           | Wohnhaus mit Mühle                                           | 17, rue de Medernach (Karte)                 | | PCN   | 21. Dezember 2007                                   |
| Weitere Bilder                                               | Pfarrkirche Fels mit historischer Ausstattung                | rue de Medernach (Karte)                     | Die katholische Kirche St. Donatas wurde zwischen 1860 und 1863 nach Plänen des luxemburgischen Staatsarchitekten Karl Arendt errichtet. An das dreischiffige Langhaus im neoromanischen Stil schließt sich eine eingezogene, runde Apsis an. In der dreiachsigen Südfassade rückte der mittig sitzende Kirchturm mit Hauptportal aus der Fassade heraus. Betreten wird die Kirche über einen Vorraum und durch einen in der ersten Hälfte des 20. Jahrhunderts hinzugefügten Windfang. Der basilikale Innenraum mit fünf Jochen wird durch Gurtbögen gegliedert. Die Ausmalung des Kirchenraums stammt von Nikolaus Brücher. | PCN   | 21. Dezember 2007                                   |
| Weitere Bilder                                               | Archäologische Ausgrabungsstätte „Nommerlayen“               | rue de Medernach (Karte)                     | | PCN   | 6. Dezember 2018                                    |
| Archäologische Ausgrabungsstätte „Albuurg, in den Leinen“    | Archäologische Ausgrabungsstätte „Albuurg, in den Leinen“    | (Karte)                                      | | PCN   | 14. September 2018                                  |
| Hauptgebäude des Grand-Hôtel de la Poste                     | Hauptgebäude des Grand-Hôtel de la Poste                     | 11, Place Bleech (Karte)                     | | PCN   | 16. November 2018                                   |
| Hôtel du Château                                             | Hôtel du Château                                             | 1, rue de Medernach (Karte)                  | | PCN   | 15. Juli 2020                                       |
| Weitere Bilder                                               | Kapelle                                                      | rue de Mersch (Karte)                        | | PCN   | 6. November 2020                                    |
| Transformatorenstation                                       | Transformatorenstation                                       | rue Michel Rodange (Karte)                   | | PCN   | 11. Juni 2021                                       |
| Bürogebäude und Textilmuseum, ehemaliges Bahnhofsgebäude     | Bürogebäude und Textilmuseum, ehemaliges Bahnhofsgebäude     | 20 und 25, chemin J.-A. Zinnen (Karte)       | | PCN   | 11. Juni 2021                                       |
| Friedhof                                                     | Friedhof                                                     | rue de Medernach (Karte)                     | Der katholische Friedhof liegt am nördlichen Ortsausgang am Hang des Huelebergs. Er wurde 1881 angelegt und ersetzte den Friedhof an der ehemaligen Kirche Sankt Nikolaus. Mitte des 20. Jahrhunderts war die Kapazität des Friedhofs erschöpft, sodass er zwischen 1966 und 1979 oberhalb des Hanges erweitert wurde. Im Jahr 2002 erhielt der Friedhof eine Begräbnishalle und ein Kolumbarium. Mit seiner klassisch axialen Anlage ist der Friedhof ein typisches Beispiel der Friedhofskultur des 19. Jahrhunderts. Eine kopfhohe Umgebungsmauer umgibt den Friedhof. | PCN   | 11. Juni 2021                                       |
| Weitere Bilder                                               | Place Bleech                                                 | Place Bleech (Karte)                         | | PCN   | 11. Juni 2021                                       |
| Reihenhäuser, ehemalige Gendarmerie                          | Reihenhäuser, ehemalige Gendarmerie                          | 33, 35, 37, 39 und 41, rue Osterbour (Karte) | | PCN   | 11. Juni 2021                                       |
|                                                              | Bankfiliale und Wohnhaus                                     | 25, Place Bleech (Karte)                     | | PCN   | 11. Juni 2021                                       |
| Kulturzentrum                                                | Kulturzentrum                                                | rue de Medernach (Karte)                     | | PCN   | 11. Juni 2021                                       |
| Bürogebäude, ehemaliges Haus Dr. Dasburg                     | Bürogebäude, ehemaliges Haus Dr. Dasburg                     | 29, chemin J.-A. Zinnen (Karte)              | | PCN   | 1. September 2021                                   |
| Villa                                                        | Villa                                                        | 49, chemin J.-A. Zinnen (Karte)              | | PCN   | 1. September 2021                                   |
| Villa, ehemalige Villa der Bürstenfabrik                     | Villa, ehemalige Villa der Bürstenfabrik                     | 53, chemin J.-A. Zinnen (Karte)              | | PCN   | 1. September 2021                                   |
| Wohnhaus, ehemalige Blaufärberei Bonne-Sichel                | Wohnhaus, ehemalige Blaufärberei Bonne-Sichel                | 1, rue Scheerbach (Karte)                    | | PCN   | 1. September 2021                                   |
| Appartementhaus, ehemaliges Fabrikgebäude der Vestimenta     | Appartementhaus, ehemaliges Fabrikgebäude der Vestimenta     | 7, rue Scheerbach (Karte)                    | | PCN   | 1. September 2021                                   |
| Wohnhaus                                                     | Wohnhaus                                                     | 35, rue Scheerbach (Karte)                   | | PCN   | 1. September 2021                                   |
|                                                              | Wohnhaus und ehemalige Arztpraxis                            | 30, rue de Medernach (Karte)                 | | PCN   | 1. September 2021                                   |
| Wohnhaus                                                     | Wohnhaus                                                     | 38, rue de Medernach (Karte)                 | | PCN   | 1. September 2021                                   |
| Wohnhaus                                                     | Wohnhaus                                                     | 8, rue du Pain (Karte)                       | | PCN   | 1. September 2021                                   |
|                                                              | Streuhof mit Wegkreuz                                        | „Weyderterhaff“ (Karte)                      | | PCN   | 1. September 2021                                   |
| Wohn- und Vereinshaus, ehemaliges Wohnhaus Zinnen            | Wohn- und Vereinshaus, ehemaliges Wohnhaus Zinnen            | 1, Place Bleech (Karte)                      | | PCN   | 1. September 2021                                   |
| Wohn- und Geschäftshaus                                      | Wohn- und Geschäftshaus                                      | 2, Place Bleech (Karte)                      | | PCN   | 1. September 2021                                   |
|                                                              | Gaststätte und Wohnhaus                                      | 5, Place Bleech (Karte)                      | | PCN   | 1. September 2021                                   |
| Wohnhaus                                                     | Wohnhaus                                                     | 18, Place Bleech (Karte)                     | | PCN   | 1. September 2021                                   |
|                                                              | Wohn- und Geschäftshaus                                      | 23, Place Bleech (Karte)                     | | PCN   | 1. September 2021                                   |
| Villa                                                        | Villa                                                        | 1, rue d’Ernzen (Karte)                      | | PCN   | 1. September 2021                                   |
| Wohnhaus                                                     | Wohnhaus                                                     | 46, rue de Medernach (Karte)                 | | PCN   | 1. September 2021                                   |
| Wohnhaus, ehemalige Apotheke                                 | Wohnhaus, ehemalige Apotheke                                 | 15, rue de Mersch (Karte)                    | | PCN   | 1. September 2021                                   |
| Ateliergebäude                                               | Ateliergebäude                                               | 22, rue de Mersch (Karte)                    | | PCN   | 1. September 2021                                   |
| Quereinhaus                                                  | Quereinhaus                                                  | 38, rue de Mersch (Karte)                    | | PCN   | 1. September 2021                                   |
| Wegkreuz                                                     | Wegkreuz                                                     | rue de Mersch (Karte)                        | | PCN   | 1. September 2021                                   |
| Bildstock                                                    | Bildstock                                                    | rue du Moulin (Karte)                        | | PCN   | 1. September 2021                                   |
| Wohnhaus                                                     | Wohnhaus                                                     | 7, rue Michel Rodange (Karte)                | | PCN   | 1. September 2021                                   |
| Quereinhaus                                                  | Quereinhaus                                                  | 1A, rue du Moulin (Karte)                    | | PCN   | 1. September 2021                                   |
| Doppelhaus                                                   | Doppelhaus                                                   | 10 und 12, rue du Moulin (Karte)             | | PCN   | 1. September 2021                                   |
| Wohnhaus mit Atelier, ehemalige Schreinerei                  | Wohnhaus mit Atelier, ehemalige Schreinerei                  | 14, rue du Moulin (Karte)                    | | PCN   | 1. September 2021                                   |
| Grotte und Wegkreuz                                          | Grotte und Wegkreuz                                          | rue de Mersch (Karte)                        | | PCN   | 1. September 2021                                   |
|                                                              | Wegkreuz                                                     | Felzerhoecht (Karte)                         | | PCN   | 20. Oktober 2021                                    |
| Weitere Bilder                                               | Burg Fels                                                    | (Karte)                                      | Die Burgruine von Fels liegt auf einem Bergsporn oberhalb des Ortes. Die Burg besteht aus Vor- und Hauptburg. Das genau Erbauungsdatum der Burg ist unbekannt. Gut erhaltene Baureste wurden auf die Mitte des 11. Jahrhunderts datiert und lassen vom Grundriss auf die erste Anlage einer Fliehburg schließen. Anfang des 12. Jahrhunderts wurde diese erweitert und ein Burgfried errichtet. Ab Mitte des 14. Jahrhunderts begann die Umwandlung der Fliehburg in eine Wohnburg. Unter Johann II. von Fels († 1358) erreichte der Einflussbereich der Familie ihren Höhepunkt. Nach seinem Tod führten Erbteilungen, Heirat und Verkauf zu einer allmählichen Zerstückelung und Verdichtung der Burganlage. Das Gelände wurde durch die Einfriedung einer Vorburg mit einer Ringmauer um das Doppelte vergrößert. Die Vorburg, in der vermutlich Wirtschaftsgebäude standen, wurde von der Hauptburg durch einen Graben getrennt. Das heutige Bild der Ruine beherrschen das restaurierte Criechinger Haus, die Außenwände des Homburger Hauses sowie die das Felsplateau umgebende Ringmauer. | PCN   | 11. Februar 2022                                    |
|                                                              | Archäologische Ausgrabungsstätte „auf Delsenbett“            | (Karte)                                      | | PCN   | 11. Februar 2022                                    |
|                                                              | Eishöhle                                                     | rue d’Ernzen (Karte)                         | | PCN   | 5. September 2022                                   |
| Gemeindehaus                                                 | Gemeindehaus                                                 | 33, Chemin J.-A. Zinnen (Karte)              | | IS    | 12. Januar 1987                                     |
| Gebäude einschließlich des alten Waschbrunnens               | Gebäude einschließlich des alten Waschbrunnens               | 2, 6, 10, 12, rue du Pain (Karte)            | | IS    | 2. Oktober 1989, 19. September 1989, 8. August 1989 |
| Wohnhaus mit Garten                                          | Wohnhaus mit Garten                                          | 20, rue d’Ernzen (Karte)                     | | IS    | 4. Januar 1989                                      |
| Wohnhaus                                                     | Wohnhaus                                                     | 26, rue de Mersch (Karte)                    | | IS    | 11. Februar 1999                                    |
| Gebäude                                                      | Gebäude                                                      | 19, rue de Medernach (Karte)                 | | IS    | 12. Januar 2007                                     |
| Michel-Rodange-Haus                                          | Michel-Rodange-Haus                                          | 35, rue Michel Rodange (Karte)               | | IS    | 9. September 2015                                   |
| Wohnhaus                                                     | Wohnhaus                                                     | 44, rue de Mersch (Karte)                    | | IS    | 16. Dezember 2016                                   |
| Postgebäude                                                  | Postgebäude                                                  | 6-8, rue de Medernach (Karte)                | | IS    | 12. September 2017                                  |
| Musikschule, ehemaliges Rathaus                              | Musikschule, ehemaliges Rathaus                              | 4, rue de Medernach (Karte)                  | | IS    | 22. September 2017                                  |
| Bürogebäude                                                  | Bürogebäude                                                  | 10, rue de Medernach (Karte)                 | | IS    | 8. November 2017                                    |
| Wohnhaus                                                     | Wohnhaus                                                     | 24, rue de Medernach (Karte)                 | | IS    | 17. November 2017                                   |
| Wohnhaus                                                     | Wohnhaus                                                     | 32, 32A-C, rue de Mersch (Karte)             | | IS    | 1. Februar 2018                                     |
| Nebengebäude des Grand-Hôtel de la Poste                     | Nebengebäude des Grand-Hôtel de la Poste                     | 11, Place Bleech (Karte)                     | | IS    | 26. Februar 2018                                    |
| Wohnhaus, ehemaliges Wohnhaus der Spinnerei Ludovicy-Scharlé | Wohnhaus, ehemaliges Wohnhaus der Spinnerei Ludovicy-Scharlé | 20, rue Osterbour (Karte)                    | | IS    | 26. Februar 2018                                    |
| Wohn- und Geschäftshaus                                      | Wohn- und Geschäftshaus                                      | 17, Place Bleech (Karte)                     | | IS    | 26. Februar 2018                                    |
| Gebäude mit Mauer                                            | Gebäude mit Mauer                                            | 50, rue de Mersch (Karte)                    | | IS    | 14. Mai 2019                                        |
| Wohnhaus                                                     | Wohnhaus                                                     | 42, rue de Mersch (Karte)                    | | IS    | 17. November 2020                                   |

### Meysemburg
| Bild                           | Bezeichnung                                         | Lage                                                                             | Beschreibung | Stufe | Eingetragen seit  |
| ------------------------------ | --------------------------------------------------- | -------------------------------------------------------------------------------- | --- | ----- | ----------------- |
| Weitere Bilder                 | Schloss Meysemburg mit Wirtschaftsgebäuden und Park | (Karte)                                                                          | Das Schloss Meysemburg liegt auf einem Plateau, das nach Norden zum Manzenbach und nach Osten zu einem Seitental steil abfällt. Der Kernbereich der Anlage besteht aus dem Hauptgebäude des Schlosses am Felssporn und einer Kapelle. Er wird von einer Reihe vorgelagerter Gebäude, einem ehemaligen Kaplanshaus, einem Torhaus und angrenzenden Wirtschaftsgebäuden nach Westen und einem Gebäuderiegel nach Süden über die Breite des Bergsporns abgeschlossen. Eine erste urkundliche Erwähnung fand Schloss Meysemburg im 12. Jahrhundert. Im Jahr 1443 wurde das Schloss durch die Burgunder sowie 1683 durch die Truppen Ludwigs XIV. verwüstet. Christophe von Arnould und Meysembourg begann ab 1711 mit dem Wiederaufbau. Nachdem das Schloss während der Französischen Revolution konfisziert und zum Verkauf angeboten wurde, ging es 1786 in den Besitz des Barons Antoine de Cassal über und wurde 1843 an Johann Franz Reuter von Heddesdorff weiterverkauft. Der neue Schlossherr begann mit der Entsiedlung des Örtchens, verkaufte das Anwesen aber nur wenige Jahre später an Ludwig von Arenberg. Sein Sohn Karl von Arenberg ließ den landwirtschaftlichen Betrieb ausbauen und das Schloss um 1870 im Stil des Historismus anpassen und einen Landschaftspark anlegen. Auch die Kapelle zeigt heute eine historisierende Fassung ihrer gotischen Grundsubstanz in neogotischem Stil. | PCN   | 7. März 2008      |
| Weitere Bilder                 | Pfarrkirche Meysemburg mit Ausstattung und Friedhof | (Karte)                                                                          | Nachdem sich die Familie de Cassal Anfang der 19. Jahrhunderts weigerte, den Bürgern des Ortes die Schlosskapelle für Gottesdienste zur Verfügung zustellen, beschloss man 1933 den Neubau einer Kirche. Der Entwurf für die einschiffige Dorfkirche stammte von dem Bauunternehmer F. Cordonnier aus Arlon. Nach der mangelhaften Ausführung wurde er allerdings entlassen und der Bezirksarchitekt von Diekirch Théodore Eberhard übernahm die Bauausführung. Er dekorierte die Kirche mit einer neoklassizistischen Ausstattung und überfärbte teilweise die bisherigen Arbeiten. Ab Mitte der 1880er Jahre wurde der am Fuße des Schlosses liegende Ort systematisch entsiedelt und die Kirche nur noch zu besonderen Anlässen genutzt. In der Folge verfiel sie zusehends. Eine Restaurierung im Jahr 1980 stellte den Kirchenbau wieder her. Die dreiseitig geschlossene Kirche mit vier Achsen ist ein schlichter Putzbau. In der Längsseite der Kirche finden sich zu beiden Seiten je vier Rundbogenfenster mit Sandsteingewänden. An der dreiseitigen Giebelseite liegt mittig ein weiteres Rundbogenfenster. Auf der Portalseite sitzt über dem Satteldach ein quadratischer Dachreiter mit Pyramidendach und geschmiedeten Kreuz. Die Kirche ist von einem Friedhof umfasst. | PCN   | 13. April 2012    |
|                                | Winkelhof „Goudelter Hof“                           | (Karte)                                                                          | | PCN   | 17. November 2020 |
| Wohnhaus, ehemaliges Pfarrhaus | Wohnhaus, ehemaliges Pfarrhaus                      | (Karte)                                                                          | | PCN   | 1. September 2021 |
| Douglasie                      | Douglasie                                           | im Schlosshof (Karte)                                                            | | IS    | 29. März 1974     |
|                                | Edel-Tanne                                          | links vom Weg zum Bauernhof, etwa 20 m von der Mauer des Schlossgartens entfernt | | IS    | 29. März 1974     |
|                                | Riesen-Lebensbaum                                   | am Schloss (Karte)                                                               | | IS    | 29. März 1974     |
|                                | fünf Douglasien                                     | „Beim Drippebour“ (Karte)                                                        | | IS    | 29. März 1974     |
|                                | Nordmann-Tanne                                      | „Beim Drippebour“ (Karte)                                                        | | IS    | 29. März 1974     |
|                                | Buche mit elf Stämmen                               | „Seitert“                                                                        | am rechten Ufer des Manzenbachs | IS    | 29. März 1974     |

#### Kengertbusch
| Bild | Bezeichnung | Lage                    | Beschreibung | Stufe | Eingetragen seit |
| ---- | ----------- | ----------------------- | ------------ | ----- | ---------------- |
|      | Buche       | an der CR119 (Karte)    |              | IS    | 29. März 1974    |
|      | Speierling  | „Schwarzfelder“ (Karte) |              | IS    | 29. März 1974    |

#### Beim Schlossweiher
| Bild | Bezeichnung | Lage                                                                    | Beschreibung | Stufe | Eingetragen seit |
| ---- | ----------- | ----------------------------------------------------------------------- | ------------ | ----- | ---------------- |
|      | Buche       | in der Nähe des Schlosses, am Teichgrund am linken Ufer des Manzenbachs |              | IS    | 29. März 1974    |
|      | Buche       | rechts vom Weg „Kutschewé“                                              |              | IS    | 29. März 1974    |

Legende: PCN – Immeubles et objets bénéficiant des effets de classement comme patrimoine culturel national; IS – Immeubles et objets inscrits à l’inventaire supplémentaire